# 171 Ophelia
A 171 Ophelia a Naprendszer kisbolygóövében található aszteroida. Alphonse Louis Nicolas Borrelly fedezte fel 1877. január 13-án.